# Megaselia lunaris
Megaselia lunaris är en tvåvingeart som beskrevs av Borgmeier 1961. Megaselia lunaris ingår i släktet Megaselia och familjen puckelflugor. Inga underarter finns listade i Catalogue of Life.